# Giustina
Giustina – srebrna moneta wenecka, przedstawiająca na awersie św. Marka i klęczącego dożę, na rewersie – św. Giustinę, bita od 1472 r., do XVII w., o wartości 10, 20 i 40 soldów.
Za czasów Mikołaja de Ponte (1585–1595) bito:
- dużą giustinę (masa 36,38 grama, zawartość czystego kruszcu 34,488 grama) o wartościu 8 lir weneckich albo 160 soldów oraz
- małą giustinę (masa 28,103 grama, zawartość czystego kruszcu 26,64 grama) o wartości 6 lir weneckich i 4 soldów albo 124 soldów.

W późniejszym okresie giustinę zwano również ducatone.